# Grb Uzbekistana
Grb Uzbekistana usvojen je 2. srpnja 1992. Sličan je prethodnom grbu Uzbečke SSR. Srp i čekić zamijenjeni su pticom Kurnom, simbolu sreće i ljubavi prema slobodi. Petokraku zvijezdu zamijenio je plavi polumjesec i zvijezda.